# Ентоні (Канзас)
Ентоні (англ. Anthony) — місто (англ. city) в США, в окрузі Гарпер штату Канзас. Населення — 2108 осіб (2020).

## Географія
Ентоні розташоване за координатами 37°9′26″ пн. ш. 98°2′26″ зх. д. / 37.15722° пн. ш. 98.04056° зх. д. (37.157265, -98.040523).  За даними Бюро перепису населення США в 2010 році місто мало площу 8,57 км², з яких 8,12 км² — суходіл та 0,46 км² — водойми.

## Демографія
Згідно з переписом 2010 року, у місті мешкало 2269 осіб у 977 домогосподарствах у складі 631 родини. Густота населення становила 265 осіб/км².  Було 1217 помешкань (142/км²).
Расовий склад населення:
| - 94,0 % — білих - 1,3 % — корінних американців - 0,5 % — чорних або афроамериканців - 0,3 % — вихідців з тихоокеанських островів - 0,2 % — азіатів - 1,5 % — осіб інших рас |

До двох чи більше рас належало 2,2 %. Частка іспаномовних становила 4,0 % від усіх жителів.
За віковим діапазоном населення розподілялося таким чином: 23,8 % — особи молодші 18 років, 53,7 % — особи у віці 18—64 років, 22,5 % — особи у віці 65 років та старші. Медіана віку мешканця становила 43,1 року. На 100 осіб жіночої статі у місті припадало 92,8 чоловіків;  на 100 жінок у віці від 18 років та старших — 88,0 чоловіків також старших 18 років.
Середній дохід на одне домашнє господарство  становив 52 209 доларів США (медіана — 37 826), а середній дохід на одну сім'ю — 64 500 доларів (медіана — 53 516). За межею бідності перебувало 17,0 % осіб, у тому числі 20,4 % дітей у віці до 18 років та 14,2 % осіб у віці 65 років та старших.
Цивільне працевлаштоване населення становило 1030 осіб. Основні галузі зайнятості: освіта, охорона здоров'я та соціальна допомога — 21,3 %, роздрібна торгівля — 12,6 %, виробництво — 11,9 %.